# Nyborg Fæstning
Nyborg fæstning er en fæstning ved Nyborg.
Landporten er en del af Nyborg fæstning og de ældste dele af bygningen stammer helt tilbage fra Christian 3.’s tid. Den nuværende udformning stammer fra 1660’erne. Under fæstningen var Landporten den ene af to adgangsveje ind i Nyborg fæstning.
Inde i bygningen er der i dag flere lokaler og disse bruges blandt andet af byens foreninger. Ligeledes bruger Voldspillerne fra Nyborg Voldspil den som omklædningsrum i forbindelse med forestillingerne på Volden.
Landporten har et tøndehvælv, der er 40 m langt, og det er dermed landets længste.
Ejendommen, der er fredet, ejes af kommunen.